# Anders Kallenberg

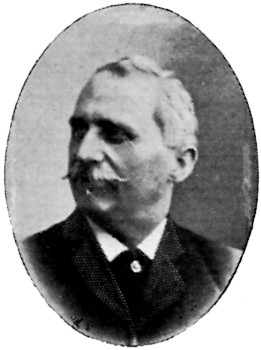
Anders Hansson Kallenberg, Abbildung aus einem zeitgenössischen Lexikon

Anders Hansson Kallenberg (* 23. Oktober 1834 in Burlöv, Schonen, Schweden; † 24. Januar 1902 in Stockholm) war ein schwedischer Landschafts- und Tiermaler, Hochschullehrer der Kunstakademie Stockholm sowie ein versierter Amateur-Fotograf.

## Leben
Kallenberg, Sohn des Küsters Hans Andersson und dessen Ehefrau Gertrud Svensdotter, erhielt am 26. Mai 1858 eine Bronzemedaille seiner Handwerksschule „für Fortschritte in der Schule“. Er studierte vom 30. März 1861 bis 1866 Malerei an der Kunstakademie Stockholm, insbesondere bei dem Landschaftsmaler Edvard Bergh (1828–1880). 1867 ging er nach Düsseldorf. Dort nahm er bis 1869 Privatunterricht bei dem Landschaftsmaler Andreas Achenbach. 1871 und 1872 verbrachte er einige Zeit in Kilsmo bei Örebro, 1873 besuchte er die Gegend von Växjö. 1872 wechselte er zum Düsseldorfer Landschaftsmaler Eugen Dücker, dessen Unterricht er bis 1873 in Anspruch nahm. 1874 unternahm er Studienreisen nach Paris und London. Im gleichen Jahr reiste er nach Berlin, wo er bis 1877 blieb und mit dem Tiermaler Albert Brendel verkehrte. 1877 mietete er ein Atelier in Stockholm. Weitere Studienreisen unternahm er 1878 nach Holland und Belgien. Zum 1. Juni 1879 übernahm er einen Lehrauftrag für Tiermalerei an der Kunstakademie Stockholm, 1881 übernahm er dort auch das Fach Landschaftsmalerei. 1886 wurde Kallenberg Mitglied der Schwedischen Akademie der Künste in Stockholm.
Seit seiner Düsseldorfer Zeit pflegte Kallenberg, der zeitlebens Junggeselle blieb, ein eher zurückgezogenes Leben. Von den Zeitgenossen wurde er als bescheidene, gepflegte Erscheinung beschrieben. Hervorgehoben wurde sein Interesse für Musik. Im Alter plagte ihn die Obsession, dass er wirtschaftlich verelenden, man seine Werke stehlen und seine Skizzen kopieren könnte.

## Werke

Viehstall in Schonen, 1875, Schwedisches Nationalmuseum

Während seiner Reisen fertigte Kallenberg eine Vielzahl von Skizzen, die nicht nur Tiere, sondern auch Landschaften, Marinen, Kirchen, Bauernhöfe und Vegetation darstellten. Diese Skizzen bildeten die Grundlage für seine Ölbilder, die er im Atelier malte. Zu den frühen Bildern aus Düsseldorfer Zeit stammt ein Nadelwald, den Karl XV. im Jahr 1868 erwarb. Seine frühen Bilder zeigen einen hellen Himmel, während die späteren einen bedeckten Himmel und nebelige Witterung darstellten. Letzteres wurde sein Markenzeichen. Damit war er nicht nur wirtschaftlich erfolgreich, auch fand er damit den Beifall der Kritiker, etwa den von August Strindberg. Der Kunsthistoriker Georg Nordensvan schrieb:

„(…) Anders Kallenberg (…) schildert mit Vorliebe düstere Stimmungen: graublauer Himmel, heulender Sturm, der die Weiden am Wegrande beugt, Pferde oder Schafe, die sich im Vorgefühl des nahenden Unwetters angstvoll aneinander drängen. Kallenbergs Tierstudien sind gehaltvoll und gediegen, er malt seine Stiere, Kälber und Schafe mit treffsicherer Charakteristik und kräftiger Farbe. Aber seine ausgemalten Bilder fielen oft geleckt aus.“